# Прихова (Назарје)
Прихова (словен. Prihova) је насељено место у општини Назарје, Савињска регија, Словенија.

## Историја
До територијалне реорганизације у Словенији била је у саставу старе општине Мозирје.

## Становништво
У попису становништва из 2011. године, Прихова је имала 188 становника.
| Број становника према пописима | Број становника према пописима | Број становника према пописима |
| ------------------------------ | ------------------------------ | ------------------------------ |
| 1991                           | 2002                           | 2011                           |
| 185                            | 185                            | 188                            |

Напомена: Године 2016. извршена је мала размена територија између насеља Дол-Суха (Речица об Савињи) и Прихова.